# 16A busz (Szeged)
A szegedi 16-os jelzésű autóbusz a Bartók tér és a Móravárosi Bevásárlóközpont között közlekedett a 16-os busz betétjárataként. A vonalat a Tisza Volán Zrt. üzemeltette.

## Története
2011. június 15-én megszűnt, helyette a 13-as busz közlekedett a Napfény Parkig.